# Бродалбін (селище, Нью-Йорк)
Бродалбін (англ. Broadalbin) — селище (англ. village) в США, в окрузі Фултон штату Нью-Йорк. Населення — 1384 особи (2020).

## Географія
Бродалбін розташований за координатами 43°3′42″ пн. ш. 74°11′46″ зх. д. / 43.06167° пн. ш. 74.19611° зх. д. (43.061747, -74.196039).  За даними Бюро перепису населення США в 2010 році селище мало площу 2,92 км², з яких 2,90 км² — суходіл та 0,01 км² — водойми. В 2017 році площа становила 3,49 км², з яких 3,48 км² — суходіл та 0,01 км² — водойми.

## Демографія
Згідно з переписом 2010 року, у селищі мешкало 1327 осіб у 552 домогосподарствах у складі 372 родин. Густота населення становила 455 осіб/км².  Було 600 помешкань (206/км²).
Расовий склад населення:
| - 95,8 % — білих - 1,5 % — чорних або афроамериканців - 0,9 % — азіатів - 0,2 % — вихідців з тихоокеанських островів |

До двох чи більше рас належало 1,7 %. Частка іспаномовних становила 1,9 % від усіх жителів.
За віковим діапазоном населення розподілялося таким чином: 24,0 % — особи молодші 18 років, 60,4 % — особи у віці 18—64 років, 15,6 % — особи у віці 65 років та старші. Медіана віку мешканця становила 40,7 року. На 100 осіб жіночої статі у селищі припадало 92,3 чоловіків;  на 100 жінок у віці від 18 років та старших — 89,7 чоловіків також старших 18 років.
Середній дохід на одне домашнє господарство  становив 64 664 долари США (медіана — 56 439), а середній дохід на одну сім'ю — 71 299 доларів (медіана — 63 229). За межею бідності перебувало 12,2 % осіб, у тому числі 15,5 % дітей у віці до 18 років та 4,1 % осіб у віці 65 років та старших.
Цивільне працевлаштоване населення становило 735 осіб. Основні галузі зайнятості: освіта, охорона здоров'я та соціальна допомога — 27,3 %, роздрібна торгівля — 20,0 %, будівництво — 10,2 %, мистецтво, розваги та відпочинок — 9,1 %.